# Harriet Behnne

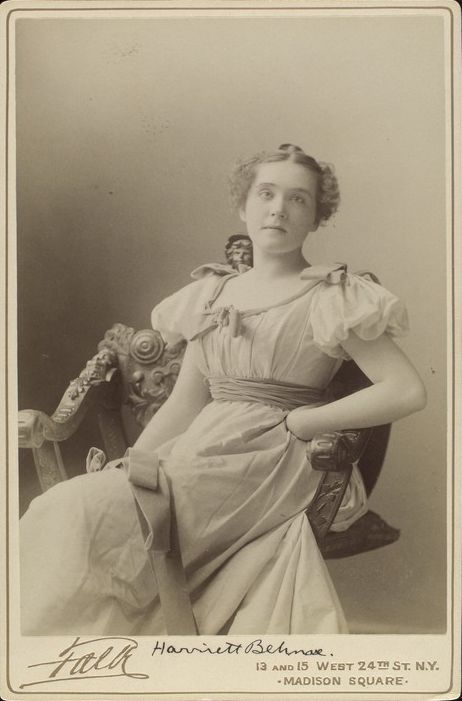
Harriet Behnne

Harriet Behnne, auch Harriet Behnee, verheiratet Harriet Krafft-Spikermann (* 30. Januar 1874 in New York; † 4. Oktober 1963 ebenda) war eine US-amerikanische Opernsängerin in der Stimmlage Alt (später Sopran).

## Leben
Behnne wurde zuerst durch Frau Asch in New York ausgebildet. Dann ging sie nach Berlin und wurde dort Schülerin von August Bungert, Luise Ress und Lilli Lehmann. 1895 begann sie ihre Karriere in Königsberg, wo sie für ein Jahr wirkte, bis sie einen Ruf nach Breslau erhielt. Dort war sie fünf Jahre künstlerisch tätig und verabschiedete sich am 15. Mai 1901 in der Gluckschen Oper Orpheus und Eurydike. Damals äußerte ein Kritiker über die Leistungen der Künstlerin:

„In Fräulein Behnne besaßen wir bis jetzt eine Künstlerin, welche in Erscheinung, Auffassung, im Spiele und im Ausdrucke des Gesanges eine durchaus würdige und edle Vertreterin des „Orpheus“ ist. Mit anfänglich etwas unruhiger, später befestigter Stimme sang sie die Klagelieder des unglücklichen Gatten wahrhaft schön und ergreifend. War wir durch ihr Weggehen verlieren, kam uns dabei so recht wieder zum Bewußtsein: eine mit reichen Kunstmitteln ausgestattete Sängerin und Schauspielerin, die gleicherweise auf dem ernsten wie auf dem heiteren Gebiete heimisch war, die uns immer interessante Leistungen bot, und die nun von hier weg geht, weil ihr nicht genügend Raum zur vollen Entwicklung ihres Könnens gewährt wurde. In den fünf Jahren ihrer hiesigen Wirksamkeit ist sie in jeder Beziehung bedeutend gewachsen und gehörte zuletzt zu den besten Kräften unserer Oper, deren Zahl nicht gar groß ist. Viele ihrer Gestaltungen werden als mustergiltig in dem Gedächtnisse unserer Opernbesucher fortleben.“

Daraufhin war sie von 1901 bis 1902 am Stadttheater von Halle/Saale, dann erneut von 1902 bis 1905 in Breslau und von 1905 bis 1906 an der Komischen Oper in Berlin.
1906 verließ sie Deutschland, um in ihre Heimat, die USA, zurückzukehren. Sie wurde von Henry Wilson Savage für seine Savage Opera Company gewonnen, die eine große Tournee durch Nordamerika unternahm. Mit diesem Ensemble sang sie 1906 die Suzuki in der amerikanischen Erstaufführung von Puccinis Madama Butterfly am Columbia Theater in Washington, D.C. Behnne wirkte 1909 an einer Aufnahme von Szenen aus Madama Butterfly in englischer Sprache auf 12-Zoll-Schallplatten für Columbia Records mit.
Dann ging sie erneut nach Europa, wo sie 1909–10 am Stadttheater von Mülhausen (Elsaß) engagiert war. In dieser Zeit wechselte sie ins dramatische Sopranfach und sang fortan z. B. die Leonore in Fidelio sowie die weibliche Titelrolle in Tristan und Isolde. Danach gastierte sie noch einige Jahre an verschiedenen Theatern in Deutschland. Sie nannte sich nach einer Heirat auch Harriet Krafft-Spikermann.
Ihr weiterer Lebensweg ist unbekannt.